# (3613) Kunlun
(3613) Kunlun est un astéroïde de la ceinture principale.

## Description
(3613) Kunlun est un astéroïde de la ceinture principale. Il fut découvert le 10 novembre 1982 à Nanking par l'observatoire de la Montagne Pourpre. Il présente une orbite caractérisée par un demi-grand axe de 2,37 UA, une excentricité de 0,08 et une inclinaison de 7,4° par rapport à l'écliptique.

## Compléments